# آزادراه کمربندی چوئو

علامت نشاندهندهٔ آزادراه توشین.

نقشهٔ آزادراه‌های توکیو. C2 به شکل حلقه‌ای بزرگ، تقریباً در مرکز شهر دیده می‌شود.

آزادراه کمربندی مرکزی یا آزادراه کمربندی چوئو (به ژاپنی: 首都高速中央環状線 Central Circular Route) که به صورت C2 نشان داده می‌شود، آزادراهی است که در مرکز توکیو پایتخت ژاپن واقع شده‌است. این آزادراه از منطقه شیناگاوا تقاطع اوئی (به ژاپنی: 大井ジャンクション) شروع شده، پس از گذشتن از شیبویا، ناکانو، شینجوکو، توشیما، ایتاباشی، کیتا، آداچی و کاتسوشیکا به تقاطع کاسای (به ژاپنی: 大井ジャンクション) در ادوگاوا ختم می‌شود. طول آن ۵۳٫۶ کیلومتر است.

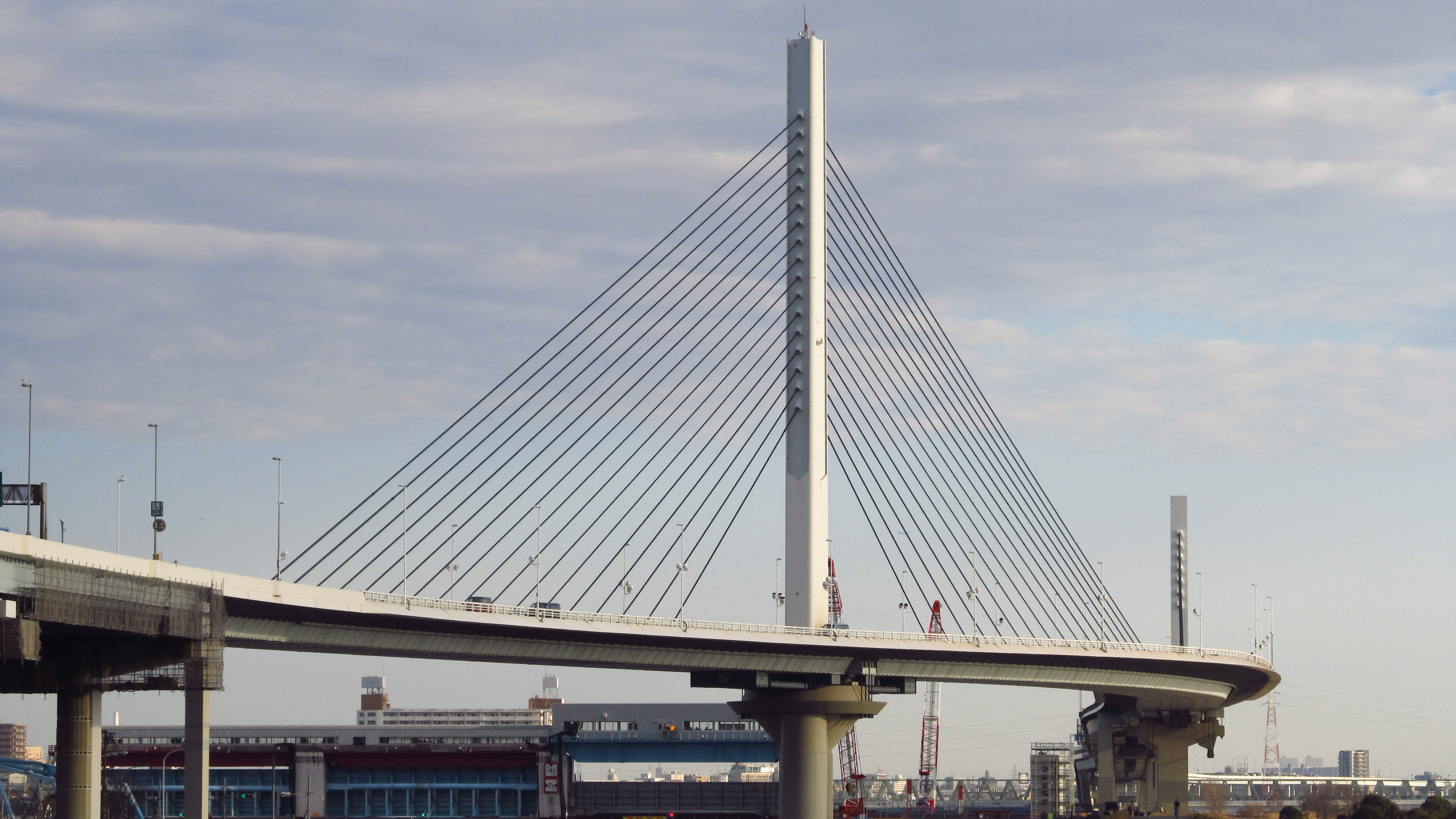
پل کاتسوشیکاهارپ قسمتی از آزادراه کمربندی مرکزی در منطقهٔ کاتسوشیکا